# Carl Petersen (konstnär)

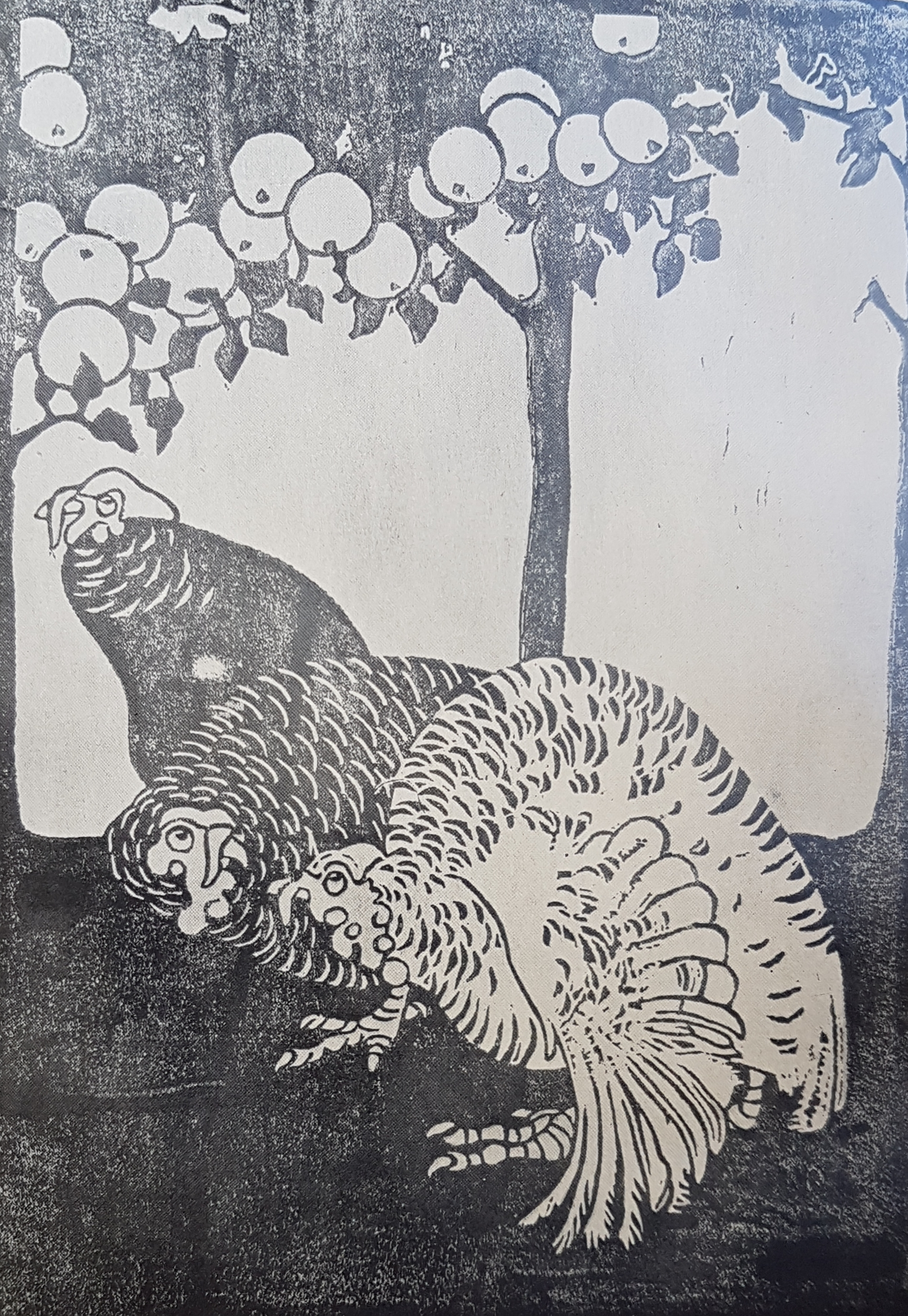
Reproduktion efter träsnitt i färg skapat av Carl Petersen

Carl Olof Petersen, född 19 september 1881 i Malmö, död 18 oktober 1939 i Ulricehamn, var en svensk teaterdekoratör, författare, målare, tecknare och grafiker.
Han var son till handlanden Carl Christian Petersen och Amalia Emerentia Thode och vidare bror till Arvid Petersén samt från 1913 gift med Elly Lesser (1874–1965). Petersen avbröt sin skolgång i Malmö och flyttade till Kristianstad där han under fyra år arbetade som affärsbiträde. Samtidigt utförde han i hemlighet ett stort antal karikatyrteckningar på kända stadsbor. Efter att Ernst Norlind sett några av teckningarna rekommenderade han Petersen att studera konst. Han flyttade till Dachau 1903 och via sin bekantskap med Norlind lärde han känna Tora Vega Holmström, Axel Törneman och Harriet Sundström som då vistades i Dachau. Han studerade bildkomposition för Adolf Hölzel och målning för Hans von Hayeck samt en kortare tid vid konstakademien i Karlsruhe. Under sin tid i Tyskland kom han att medverka som illustratör i de tyska satiriska tidskrifterna Simplicissimus och Jungend där han blev berömd för sina karikatyrteckningar av djur som förmedlade mänskliga beteenden och situationer. Han kunde inte undgå att ta ställning i politiska frågor och det medförde att han kort före sin död planerade att flytta från Tyskland. Tillsammans med Harriet Sundström introducerade han den moderna träsnittstekniken i Sverige och tillsammans med Artur Sahlén och Harriet Sundström tog han initiativet till bildandet av Föreningen Original-träsnitt 1912. Han medverkade i Föreningen för grafisk konsts portfölj med två färgträsnitt 1907 som belönades med tredjepriset vid föreningens tjugoårs jubileum. Hans konst består förutom teckningar av stilleben och landskap där han ofta hämtade motiven från Dachauer Moos. Som författare utgav han ett antal barnböcker där huvudpersonerna var djur. Tillsammans med sin fru skrev han en skildring av sin gård Die Moosschwaige 1932 samt självbiografin Mein Lebens-Lexikon. Vid sidan av sitt eget skapande utförde han teaterdekorationer för Münchener Kammerspiele till bland annat Eichendorffs Die Freier och Verhoevens och Impekovens Das kleine Hofkonzert. Petersen medverkade upprepade gånger i samlingsutställningar arrangerade av Skånska konstnärslaget, Konstnärsgruppen och Skånes konstförening. Bland hans andra samlingsutställningar kan nämnas den internationella utställningen i Rom 1911, Baltiska utställningen i Malmö 1914, Humor och satir på Liljevalchs konsthall 1933 och Riksförbundet för bildande konsts utställning i Reykjavik 1936. Minnesutställningar med hans konst har visats på Malmö museum, Nationalmuseum, Göteborg och Kristianstad. Petersen finns representerad vid Moderna museet, Göteborgs konstmuseum, Uppsala universitetsbibliotek, Malmö museum samt i några tyska museum. Makarna Petersen är begravda på Burlövs gamla kyrkogård.